# 莫爾多夫卡
48°13′44″N 30°26′48″E / 48.22889°N 30.44667°E
莫爾多夫卡（烏克蘭語：Молдовка）是烏克蘭中部的村莊，隸屬基洛夫格勒州的霍洛瓦尼夫斯克區。該村面積2.64平方公里，海拔高度109米，2001年人口682，人口密度每平方公里258.4人。